# Francisco Javier Everardo-Tilly
Francisco Javier Everardo-Tilly y García de Paredes (Villalba del Alcor, Huelva, 2 de septiembre de 1712-Cartagena, Murcia, 11 de diciembre de 1795), I Vizconde de Everardo y I Marqués de Casa-Tilly, fue un noble, militar y marino español, V Capitán General de la Armada española. Contaba además con los títulos de Regidor Perpetuo de Murcia y de Preeminencia de Cartagena, patrono del Convento de la Merced de Málaga, Caballero de la Orden de Santiago (17 de enero de 1756) y Comendador de Usagre, Gentilhombre de Cámara con Entrada (1774), Caballero y Gran Cruz pensionada de la Orden de Carlos III (12 de noviembre de 1789) y Caballero de la Orden de Carlos III (8 de enero de 1790).

## Biografía
El apellido Tilly, de origen franco-flamenco, le venía de su tatarabuelo, el capitán Jean Tilly, oriundo de Dunkerque y afincado en Málaga, donde su hija Maria Tilly se casó con Jacobo de Everardo, los cuales tuvieron a Francisco Antonio Everardo y Tilly, quien desposó a Catalina García de Paredes, padres del futuro Capitán General Francisco Everardo–Tilly.
Francisco Everardo sentó plaza de guardiamarina en 1727. En 1733 participó en la expedición contra Argel. En 1754 fue ascendido a capitán de navío. Tomó el hábito de Caballero de Santiago en 1756 y fue Regidor Perpetuo de Murcia. Fue nombrado Vizconde de Everardo y Marqués de Casa-Tilly el 23 de abril de 1761. En 1767 es nombrado Jefe de Escuadra y a partir de 1768 tomó el mando de varias flotas. 
Su misión más importante le fue asignada en 1776, al mandar la escuadra que transportó el ejército de Pedro de Cevallos para enfrentarse a Portugal en el Río de la Plata y rescatar la Colonia del Sacramento, en el actual Uruguay. Esta campaña naval tuvo una dimensión superior a todas las realizadas a lo largo de los siglos XVIII y XIX, pues se embarcaron 8500 soldados de infantería y 600 dragones a caballo en 97 barcos artillados de transporte y 19 navíos de guerra, contándose 632 cañones. La expedición fue un éxito, ya que tomó el fuerte de Colonia del Sacramento y ocupó la isla de Santa Catalina (hoy propiedad del Brasil), dando paso al tratado de San Ildefonso entre España y Portugal.
En 1790, Tilly fue nombrado Capitán General del departamento de Cartagena. En 1792 es designado para el mismo cargo de Capitán General pero en el departamento de Cádiz. Al final de su vida, en 1794, fue honrado con el empleo superior de la marina española, que es el título de Capitán General de la Real Armada. 
Se casó en Cartagena con María Teresa Panés y González de la Reguera, con quien tuvo dos hijas: María Pascuala Everardo-Tilly y Panés, Condesa de Pozo Nuevo, II Vizcondesa de Everardo, II Marquesa de Casa-Tilly, Dama Noble de María Luisa, quien se casó en 1767 en Cartagena con Francisco de Borja y Poyo, II Marqués de Camachos en Dos Sicilias, X Capitán General de la Armada Española, Gran Cruz de Carlos III, Caballero de Santiago y Comendador en la de Calatrava, entre otros títulos; y Maria Francisca Everardo-Tilly y Panés, que se casó en 1770 en Cartagena con Pedro Rossique y González de Rivera, Teniente de Navío, Regidor de Cartagena, Alguacil Mayor del Santo Oficio, Caballero de la Orden de Santiago y Caballero de la Maestranza de Valencia.

## La villa Rada Tilly
Aunque el Almirante Marqués de Casa-Tilly nunca surcó los mares de la Patagonia, en 1794 una expedición cartográfica organizada por la Corona española, a cargo de Juan Gutiérrez de la Concha, identificó en la actual provincia argentina de Chubut la rada y el cabo que se llamó Punta del Marqués de Casa-Tilly, en recuerdo del jefe de la expedición que conquistó para la Corona la Colonia del Sacramento (Uruguay) en 1776. El nombre de Tilly perduró y hoy lo ostentan la bahía y la villa turística Rada Tilly, de espectacular belleza. A su vez, la punta ubicada inmediatamente al sur de Rada Tilly lleva también por nombre Punta del Marqués en honor al mismo.